# Liu Jun
Liu Jun (刘军S, Liú JūnP; Shanghai, 25 gennaio 1970) è un ex giocatore di calcio a 5 ed ex calciatore cinese, di ruolo centrocampista.

## Carriera
Liu ha disputato il FIFA Futsal World Championship 1996 in cui la nazionale cinese di calcio a 5 è stata eliminata nel girone del primo turno comprendente Paesi Bassi, Russia e Argentina.